# ローレンス郡 (イリノイ州)
ローレンス郡（英: Lawrence County）は、アメリカ合衆国イリノイ州の東部に位置する郡である。2010年国勢調査での人口は16,833人であり、2000年の15,452人から8.9%増加した。郡庁所在地はローレンスビル市（人口4,348人）であり、同郡で人口最大の都市でもある。

## 歴史
ローレンス郡は1821年にクロウフォード郡とエドワーズ郡の一部を合わせて設立された。郡名は、米英戦争中の1813年、フリゲート艦USSチェサピークを指揮しているときに戦死したジェイムズ・ローレンス海軍大佐に因んで名付けられた。ローレンスは致命傷を負いながら、「艦を諦めるな」という有名な文句を呟いたことで知られている。

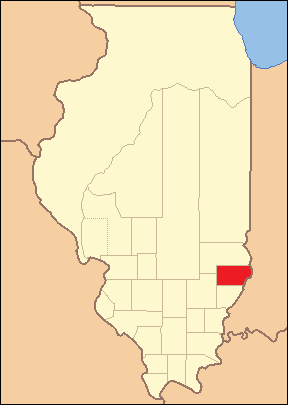
1821年創設時から1824年までの郡領域
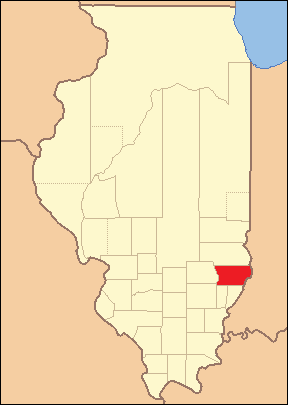
1824年から1841年まで
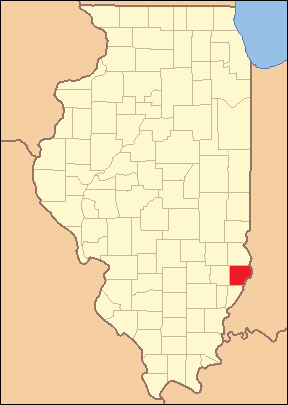
1841年、リッチランド郡の分離設立で小さくなってから現在までの領域

## 地理
アメリカ合衆国国勢調査局に拠れば、郡域全面積は374.14平方マイル (969.0 km2)であり、このうち陸地372.18平方マイル (963.9 km2)、水域は1.96平方マイル (5.1 km2)で水域率は0.52%である。

### 主要高規格道路
- アメリカ国道50号線
- イリノイ州道1号線
- イリノイ州道33号線
- イリノイ州道250号線

### 隣接する郡
- クロウフォード郡 - 北
- ノックス郡 (インディアナ州) - 東
- ウォバッシュ郡 - 南
- リッチランド郡 - 西

## 気候と気象
近年、郡庁所在地であるローレンスビル市の平均気温は、1月の18°F (-8 ℃) から7月の88°F (31 ℃) まで変化している。過去最低気温は1994年1月に記録された-26°F (-32 ℃) であり、過去最高気温は1988年6月に記録された104°F (40 ℃) である。月間降水量は2月の2.51インチ (64 mm) から5月の5.13インチ (130 mm) まで変化している。

## 人口動態

2000人口ピラミッド

以下は2000年国勢調査による人口統計データである。
| 基礎データ - 人口: 15,452人 - 世帯数: 6,309 世帯 - 家族数: 4,252 家族 - 人口密度: 16人/km2（42人/mi2） - 住居数: 7,014軒 - 住居密度: 7軒/km2（19軒/mi2） 人種別人口構成 - 白人: 97.97% - アフリカン・アメリカン: 0.76% - ネイティブ・アメリカン: 0.14% - アジア人: 0.12% - その他の人種: 0.27% - 混血: 0.74% - ヒスパニック・ラテン系: 0.89% 先祖による構成 - アメリカ人：27.5% - ドイツ系：21.6% - イギリス系：17.4% - アイルランド系：10.2% 言語による構成 - 英語：98.5% - スペイン語：1.3% | 年齢別人口構成 - 18歳未満: 22.7% - 18-24歳: 7.6% - 25-44歳: 26.2% - 45-64歳: 23.4% - 65歳以上: 20.1% - 年齢の中央値: 41歳 - 性比（女性100人あたり男性の人口） - 総人口: 91.0 - 18歳以上: 87.8 世帯と家族（対世帯数） - 18歳未満の子供がいる: 28.7% - 結婚・同居している夫婦: 54.9% - 未婚・離婚・死別女性が世帯主: 9.0% - 非家族世帯: 32.6% - 単身世帯: 29.2% - 65歳以上の老人1人暮らし: 15.0% - 平均構成人数 - 世帯: 2.36人 - 家族: 2.89人 収入と家計 - 収入の中央値 - 世帯: 30,361米ドル - 家族: 37,050米ドル - 性別 - 男性: 28,428米ドル - 女性: 18,727米ドル - 人口1人あたり収入: 17,070米ドル - 貧困線以下 - 対人口: 13.7% - 対家族数: 10.7% - 18歳未満: 21.3% - 65歳以上: 8.5% |

## 郡区
ローレンス郡は下記9つの郡区に分割されている。
| - アリソン - ボンド - ブリッジポート | - クリスティ - デニソン - ローレンス | - ルーキン - ペティ - ラッセル |

## 都市と町

### 都市
- ローレンスビル - 郡庁所在地
- ブリッジポート
- セントフランシスビル
- サムナー

### 村
- バーズ
- ラッセルビル

### 未編入の町
| - ビレット - ショーンシー - ヘレナ | - ペトロリア - ピンクスタッフ - ラッセルビル | - サンドバーレンズ - ウェストポート |